# Tramlijn 13 (HTM)
Tramlijn 13 van de HTM is een voormalige tramlijn in de Nederlandse stad Den Haag.

## Geschiedenis

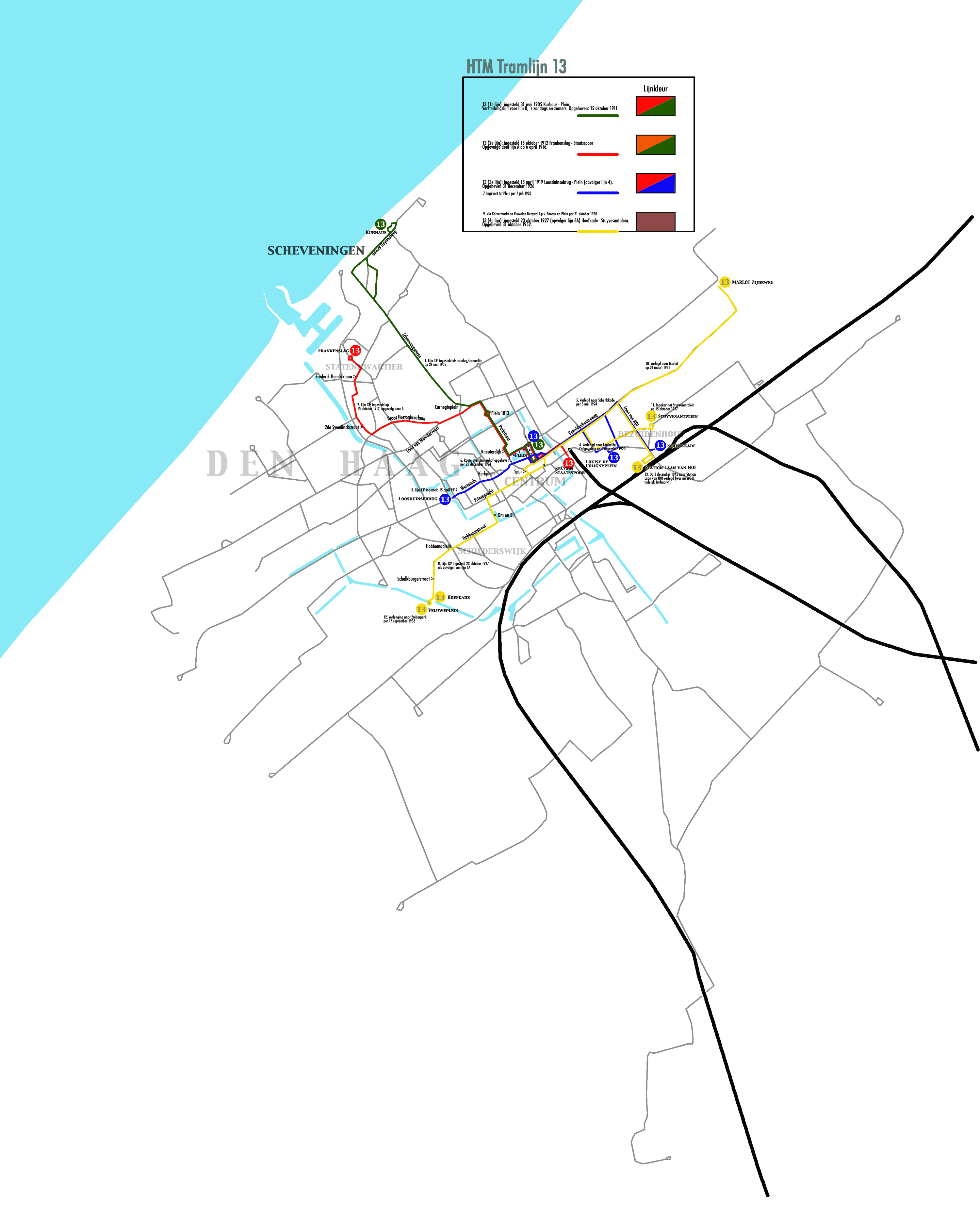
Kaart van alle routes van lijn 13. Zie ook lijn A en lijn 6

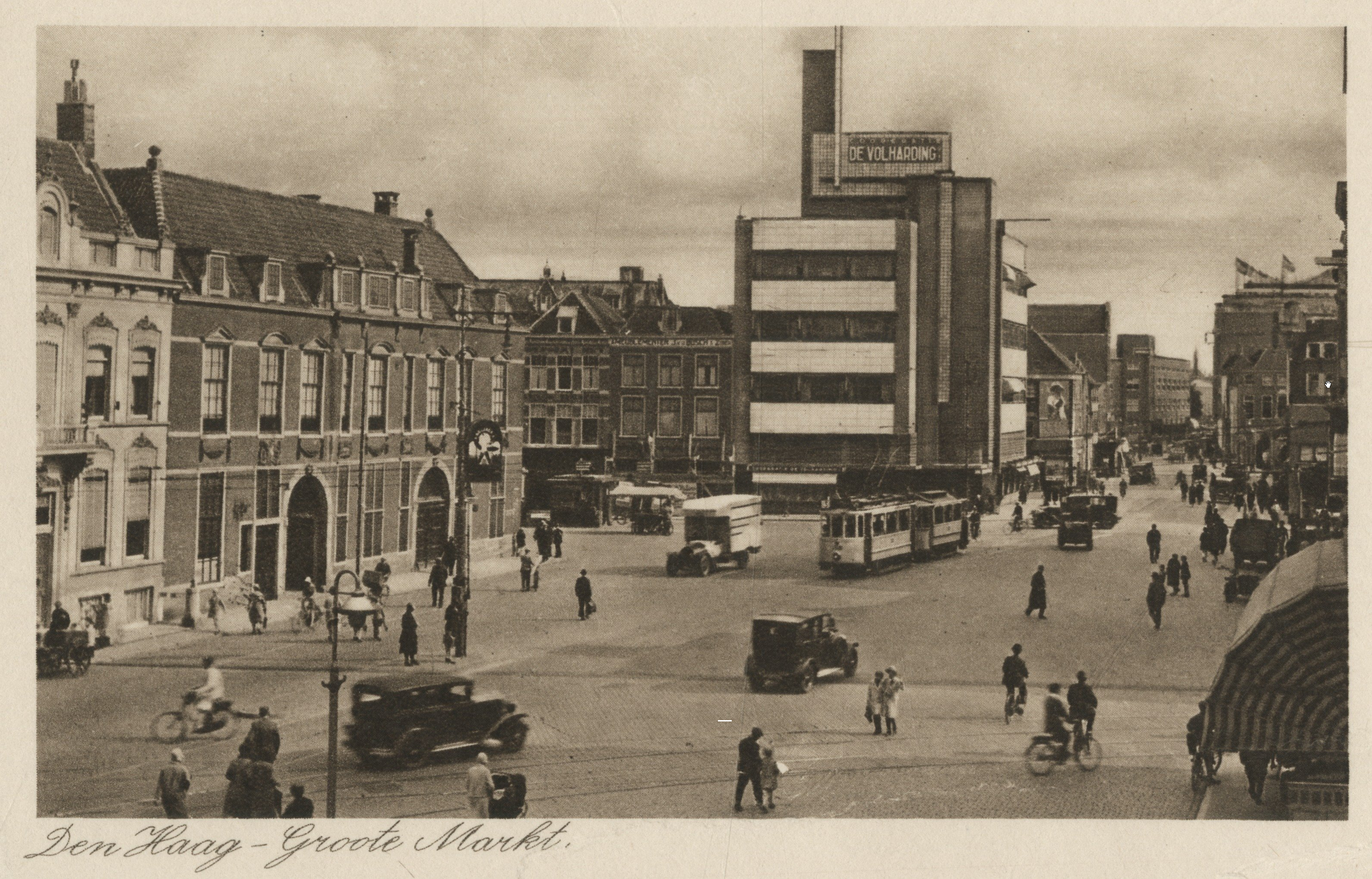
Een motorwagen uit de serie 21-150 (‘Fordje’) met een aanhanger uit de paardentramtijd komt de Grote Marktstraat uit en rijdt de Grote Markt op. Gezien de datering ca. 1935 en het donkere koersbord – bruin – is dit een tramstel op lijn 13.

### 1905-1911
- 31 mei 1905: Lijn 13 werd ingesteld op het traject Kurhaus (Gevers Deynootplein) – Plein. Het was een niet-geconcessioneerde lijn, die niet was opgenomen in het Tramplan-1904. De lijn was een gedeeltelijke vervanging van paardentramlijn BE, de rood/witte lijn. De lijn was een versterking van lijn 8 en reed alleen bij mooi weer op zon- en feestdagen. De lijnkleuren waren rood/groen.
- 15 oktober 1911: Lijn 13 werd opgeheven.

### 1912-1916
- 15 oktober 1912: De tweede lijn 13 werd ingesteld op het traject Frankenslag – Staatsspoor. Dit was de opvolger van de drie-dagen-lijn 15 die door problemen met de HSM het Statenkwartier niet kon bereiken. Lijn 13 bood wel de veelgevraagde rechtstreekse verbinding Statenkwartier – Staatsspoor aan. De lijnkleuren waren oranje/groen.

Grote euforie bij de burgers van het Statenkwartier sloeg om in ontevredenheid omdat lijn 13 elke lager genummerde lijn voorrang behoorde te geven. Theoretisch met het toenmalige lijnennet in gedachten ging het om 12 andere tramlijnen op een route van krap 5 kilometer 18 keer voorrang verlenen. Gedacht werd lijn 13 daarom het nummer 0 te geven. Maar de burgers in het Statenkwartier waren toch geen nullen? Ze waren beledigd. De geniale inval, na 4 jaar, was de lijn de aanduiding A te geven. Lijn A had voorrang op alle lijnnummers.
- 6 april 1916: Lijn 13 werd opgeheven en vervangen door lijn A; de enige elektrische HTM-tramlijn met een letter.

### 1919-1926
- 15 april 1919: De derde lijn 13 werd ingesteld op het traject Loosduinse Brug – Plein. De lijnkleuren waren rood/blauw.
- 1 november 1920: Lijn 13 werd verlengd; het eindpunt Plein verlegd naar het Louise de Colignyplein.
- 5 mei 1924: Het eindpunt Louise de Colignyplein werd verlegd naar Laan van Nieuw Oost Indië /Schenkkade.
- 7 juli 1926: Lijn 13 ingekort; het eindpunt Laan van Nieuw Oost Indië /Schenkkade werd teruggebracht naar het Plein.
- 31 december 1926: Lijn 13 werd opgeheven.

### 1927-1952
- 23 oktober 1927: De vierde lijn 13 werd ingesteld op het traject Hoefkade – Stuyvesantplein. Dit was een vervanging van lijn 6A die op dezelfde dag werd opgeheven. De lijnkleur was bruin|bruin.[1]
- 24 maart 1931: Het eindpunt Stuyvesantplein werd verlegd naar de Leidschestraatweg (Marlot). Het traject Staatsspoor – Leidschestraatweg werd overgenomen van lijn 3
- 15 oktober 1937: Het eindpunt Marlot/Leidschestraatweg werd verlegd naar het Stuyvesantplein. Het traject Bezuidenhoutseweg / Leidschestraatweg werd geruild met lijn 4.
- 17 september 1938: Lijn 13 verlengd; het eindpunt Hoefkade werd verlegd naar Zuiderpark/Veluweplein.
- 17 november 1944: De dienst op alle Haagse tramlijnen werd gestaakt vanwege energieschaarste.
- 11 juni 1945: De dienst op lijn 13 werd hervat op het traject Zuiderpark/Veluweplein – Turfmarkt.
- 3 december 1945: Het eindpunt Turfmarkt werd verlegd naar NS station Laan van Nieuw Oost Indië.
- 31 oktober 1952: Lijn 13 werd opgeheven, de passagiers werden verwezen naar lijn 6 die behalve in de Schalk Burgerstraat, Kempstraat en Laan van Nieuw Oost Indië dezelfde route reed. In 1967 werd buslijn 15 gesplitst en verscheen naast buslijn 15 een buslijn 13 naar de nieuwe wijken bij Vrederust. Deze wordt in 2007 omgenummerd in 20. Sindsdien is het lijnnummer in onbruik.

## Bijzonderheden
- Onder het personeel van de HTM gold lijn 13 Statenkwartier – Staatsspoor als de ‘Rijstepikkerslijn’ omdat er rond 1910-20 vele oud-Indiëgangers in het Statenkwartier woonden.
- In de jaren dertig was lijn 13 het vaste werkterrein van de bijzondere vierassige motorwagen 200.
- Na de Tweede Wereldoorlog was lijn 13 bestemd om te worden verlengd naar de nieuwe woonwijken Moerwijk en Bouwlust. Omdat hierbij een lang onbewoond traject langs het Zuiderpark moest worden gepasseerd dat weinig reizigers zou opleveren, werd besloten dit vervoer (voorlopig) aan goedkopere autobuslijnen over te laten. Lijn 13, die over grote lengte samenliep met lijn 6, had daardoor geen toekomst meer en werd opgeheven.